# Balbina Fabra Español

Balbina Fabra Español en una imatge escolar. Col·lecció Maria Rosa Balsells Fabra

Balbina Fabra Español, nascuda a Valls el 16 de novembre de 1922 i morta a Valls 10 de maig de 2013. Considerada la primera dona castellera del s. XX.
Pertany a la nissaga castellera coneguda amb el sobrenom dels “llorençons” que va militar en diferents colles dels Xiquets de Valls durant el segle passat.
El seu pare Llorenç Fabra Vidal “llorençó” i quatre dels seus germans van ser castellers i ella els acompanyava als assajos de la Colla Nova però, pel fet de ser dona, no es concebia que pogués pujar als castells, a tot estirar havia pujat en algun assaig com un divertiment, així com en les festes familiars que celebraven als afores de Valls.
En arribar la diada castellera de Sant Joan de 1935, la Colla Nova va realitzar una excel·lent actuació descarregant el 4 de 8, el 3 de 7 per sota, el 2 de 7, el pilar de 5, el 3 de set amb el pilar de 5 al mig i un pilar de 4. Precisament en aquest pilar de 4 el setmanari local TREBALL anomena la presència d’una castellera a terços. Aquesta noieta era la Balbina Fabra Español:

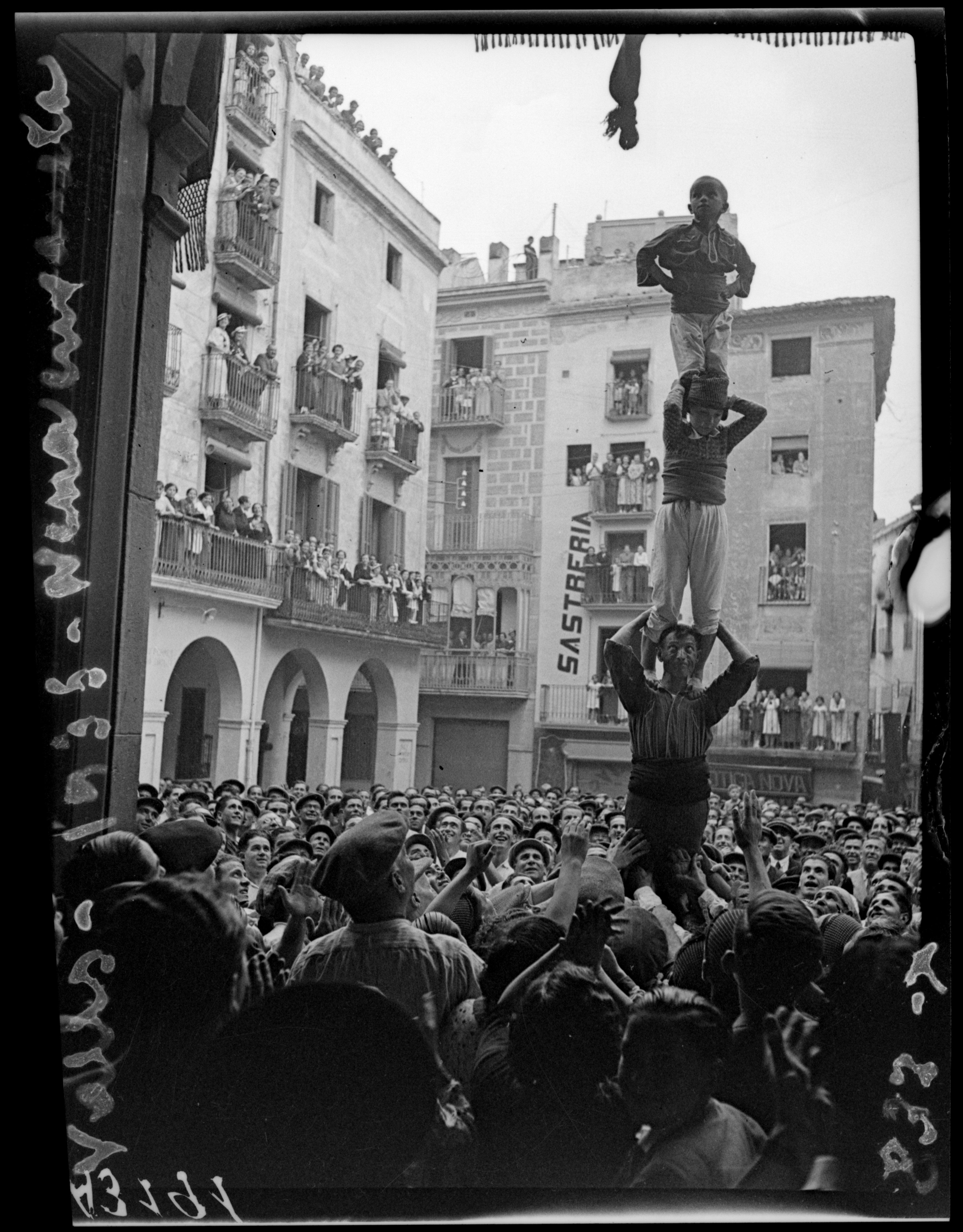
Fotografia del Fons Francesc Blasi i Vallespinosa on es pot veure al lateral esquerre la següent llegenda: Valls 1935 nena enxaneta. Malgrat l’errada en la posició de la Balbina Fabra, aquesta és la instantània que la Colla Nova li va regalar per recordar la diada. Arxiu Fotogràfic Centre Excursionista de Catalunya

La colla «nova» va fer el quatre de vuit, el tres de set aixecat per sota, el tres de set amb el pilar de cinc al mig, el dos de set, el pilar de cinc i un pilar de quatre amb una noieta a terços. El públic que invadia la plaça i carrers afluents no es cansà d'aplaudir l'enorme tasca portada a cap pels castellers de la «nova» i si no provà el 3 de 8 fou per una indisposició d'un valuós element, imprescindible.
El pilar es va configurar d’aquesta manera: baix, Terreu anomenat el Manyo, damunt el seu pare, Llorenç Fabra, després la Balbina Fabra i l’enxaneta, en Batet, atès que el seu germà, Pito Fabra, no va voler pujar damunt de la seva germana. L’Enciclopèdia Castellera en el seu volum 7 identifica aquest enxaneta amb Àngel Batet Riello, germà d’Aurora Batet Riello. El pare, Josep Batet, havia tingut desavinences amb el cap de Colla de la Vella, Ramon de Rabassó o Gravat de Rabassó, i se n’havia anat a la Colla Nova portant els seus dos fills Josep i Àngel.
La mateixa Balbina, en una entrevista que li realitzaren l’any 2003, explicava que la proposta de pujar al castell li va venir del seu pare i que ella sense pensar-s'ho gaire es va vestir amb la camisa i els pantalons d’un altre nen. La seva agilitat va ser comentada pels membres de la colla que desitjaven la seva continuïtat com a castellera. En aquells temps als nens que pujaven als castells se’ls obsequiava amb una fotografia i un duro cosa que també li van oferir a ella.
Ferran Casas Mercadè també recorda aquest fet en el seu llibre Valls, a sol i serena (abans de la guerra civil) afegint que el castell va pujar enmig d’una ovació forassenyada.
Malgrat la seva gran afició i destresa, la seva mare, Rosa Español, escandalitzada li va prohibir taxativament tornar a fer castells a plaça per no ser cosa de dones i considerar que estava mal vist.
Malgrat aquest il·lusió estroncada, la Balbina Fabra es va convertir en la primera dona en pujar a un castell durant el s. XX.